# Mikuláš z Ybbs
Mikuláš z Ybbs (před 1283 – 11. října 1340) byl řezenský biskup.

## Život
Pocházel z patricijské rodiny z Ybbs v Dolních Rakousích. Vystudoval práva a působil v kanceláři římskoněmeckého krále Albrechta I. Habsburského a poté i v kanceláři jeho následníka Jindřicha VII. Lucemburského, jehož mezi lety 1310 a 1313 doprovázel na římské jízdě. Když Jindřich VII. v roce 1313 skonal, Mikuláš přestoupil na dvůr jeho syna Jana Lucemburského. Mikuláš při působení v královských kancelářích získal nejprve post eichstättského a řezenského kanovníka. Roku 1313 byl dokonce jmenován řezenským biskupem. Ve válkách mezi dvěma římskoněmeckými králi Ludvíkem IV. Bavorem a Fridrichem I. Sličným se přidržoval Ludvíkovy strany, stejně jako v Ludvíkově sporu s papežem Janem XXII., který na Mikuláše a jeho diecézi uvrhl interdikt. Mikuláš zemřel roku 1340 a byl pohřben v Klášteře Oberalteich. Zasloužil se o významné reformy řezenské diecéze.